# Communion de Porvoo

Pays dont des Églises sont membres de la Communion de Porvoo. Les Églises de la Communion anglicane ont leur nom en magenta ou violet, les Églises luthériennes nordiques et baltes l'ont en rouge

La Communion de Porvoo est la communauté formée par un accord entre treize Églises protestantes historiques d'Europe.
L'accord qui établit la pleine communion entre les Églises a été négocié en 1994 dans la ville de Porvoo en Finlande. Les Églises concernées sont les Églises anglicanes des Îles Britanniques, les Églises nationales luthériennes des pays nordiques et les Églises luthériennes des pays baltes. Des négociations postérieures ont amené l'adhésion de deux Églises épiscopaliennes (anglicanes) de la péninsule Ibérique.
Les Églises luthériennes de l'Europe centrale et occidentale n'y participent pas parce que leur manque la continuité historique de l'épiscopat.
Ces communautés ecclésiales ont majoritairement décidé d'approuver l'ordination de femmes, quoique la question des femmes évêques soit débattue au sein de la communion anglicane, en particulier dans les rapports entre l'Église d'Angleterre  et l'Église du Nigeria.
Églises signataires de la Communion de Porvoo :
- l'Église d'Angleterre (anglicane)
- l'Église d'Irlande (anglicane)
- l'Église épiscopalienne écossaise (anglicane)
- l'Église au pays de Galles (anglicane)
- l'Église d'Islande (luthérienne)
- l'Église de Norvège (luthérienne)
- l'Église de Suède (luthérienne)
- l'Église évangélique-luthérienne de Finlande
- l'Église évangélique-luthérienne estonienne
- l'Église évangélique-luthérienne de Lituanie
- l'Église catholique apostolique évangélique lusitanienne du Portugal (anglicane)
- l'Église épiscopalienne réformée espagnole (anglicane)
- l'Église du Danemark (luthérienne) depuis octobre 2010[1]

Église observatrice :
- l'Église évangélique-luthérienne de Lettonie